# Мы здесь больше не живём
«Мы здесь больше не живём» (англ. We Don’t Live Here Anymore) — американский драматический фильм 2004 года. Экранизация двух рассказов Андре Дюбю.

## Сюжет
Преподаватель Джек и писатель Хэнк живут по соседству, дружат, и часто собираются со своими жёнами, Терри и Эдит соответственно, на совместные застолья. У Джека и Терри двое детей, а у Хэнка и Эдит маленькая дочь. У Джека и Эдит уже давно завязался роман и тайная сексуальная связь, о чём Терри догадывается, а Хэнк оказывается всё знает. 
Терри также завязывает сексуальные отношения с Хэнком, и скоро правда всплывает для всех четверых.

## В ролях
- Марк Руффало — Джек Линден
- Лора Дерн — Терри Линден
- Питер Краузе — Хэнк Эванс
- Наоми Уоттс — Эдит Эванс

## Отзывы критиков
На сайте-агрегаторе рецензий Rotten Tomatoes фильм имеет рейтинг 65 % со средней оценкой 6,4 из 10 на основе 127 отзывов. Тодд Маккарти из Variety посчитал, что Марк Руффало и Наоми Уоттс хорошо смотрятся в роли пары. Синтия Фукс из PopMatters сравнила Руффало с Уильямом Хёртом в сцене курения. Роджер Эберт поставил фильму 2 звезды. Джей Антани из Slant Magazine отметил, что дома семей контрастируют друг с другом. Питер Брэдшоу из The Guardian оценил картину в 1 звезду из 5 и пошутил, что фильм сделали на другой планете, а затем прислали на Землю.